# 아르쉬르포르망
아르쉬르포르망(프랑스어: Ars-sur-Formans)는 프랑스 동부 앵주에 위치한 코뮌 중 하나이다. 이 도시는 리옹으로부터 약 40km 정도 떨어진 곳에 위치해 있다.

## 역사
요한 마리아 비안네의 유해가 있는 곳으로 유명하다. 비안네는 1818년 아르쉬르포르망으로 온 후 1859년 선종할 때까지 이곳에서 주임 신부로 일했다.

## 인구
| 연도 | 인구  | ±%    |
| ---- | ----- | ----- |
| 2006 | 1,244 | —     |
| 2007 | 1,264 | +1.6% |
| 2008 | 1,284 | +1.6% |
| 2009 | 1,326 | +3.3% |
| 2010 | 1,367 | +3.1% |
| 2011 | 1,374 | +0.5% |
| 2012 | 1,380 | +0.4% |
| 2013 | 1,387 | +0.5% |
| 2014 | 1,376 | −0.8% |
| 2015 | 1,370 | −0.4% |
| 2016 | 1,389 | +1.4% |

## 같이 보기
- 앵 주의 코뮌 목록